# 532 Herculina
532 Herculina är en av de största asteroiderna, med en diameter på omkring 225 km. 

## Upptäckt
Den upptäcktes 20 april 1904 av  den tyske astronomen Max Wolf i Heidelberg, och hade inledningsvis beteckningen 1904 NY. Ursprunget till namnet är inte känt. Det kan härstamma från Hercules, eller efter någon okänd kvinna med detta namn. Asteroider som upptäcktes vid denna tid brukade benämnas efter karaktärer inom operor, men om namnet kommer från en sådan, finns det ingen känd anteckning om.

## Fysiska egenskaper
Herculina är en av de tjugo största asteroiderna i asteroidbältet. Asteroiden har en mycket komplex ljuskurva och det har därför varit svårt att bestämma dess form och rotation. En rad av observationer 1982 gav en modell av Herculina som ett tredimensionellt objekt med måtten 260×220×215 km. 1985 gav analys av sådana data att asteroiden var ickesfärisk med en ljus fläck, medan en studie gjord 1987 visade att objektet var sfäriskt och hade två mörka fläckar. Detta motsades 1988 av studier av värmestrålning som visade att objektet inte kunde vara sfäriskt. Under senare delen av 1980-talet har en allmänt erkänd modell gett ett tredimensionellt objekt med variation i albedo eller topografiska strukturer.
Observationer gjorda 2002 av den elektromagnetiska strålningen indikerar att Herculina inte är sfärisk utan mer liknar ett rätblock. Analysen indikerar att det finns ett stort antal stora kratrar liknande 253 Mathilde, men utan några variationer i albedon. Förhållandet mellan axlarna beskrevs som 1:1.1:1.3, vilket överensstämmer väl med tidigare modeller.

## S/1978 (532) 1
Under observationer 1978 av en ockultation av stjärnan SAO 1220774 blev Herculina den första asteroid där man kunde "bekräfta" att den hade en asteroidmåne. Man konstaterade att Herculina har en diameter på 216 km och att månen var 45 km stor och hade sin omloppsbana på ett avstånd av 1 000 km från huvudkroppen. Mycket noggranna undersökningar 1993 med rymdteleskopet Hubble, misslyckades med att hitta någon måne.